# Pallenopsis hodgsoni
Pallenopsis hodgsoni är en havsspindelart som beskrevs av Gordon, I. 1938. Pallenopsis hodgsoni ingår i släktet Pallenopsis och familjen Phoxichilidiidae. Inga underarter finns listade i Catalogue of Life.